# Atletismo nos Jogos Olímpicos de Verão de 2016 - Lançamento de martelo masculino
A competição do lançamento de martelo masculino do atletismo nos Jogos Olímpicos de Verão de 2016 aconteceu entre os dias 17 e 19 de agosto no Estádio Olímpico.

## Calendário
Horário local (UTC-3).
| Data                         | Horário | Fase          |
| ---------------------------- | ------- | ------------- |
| Quarta, 17 de agosto de 2016 | 9:40    | Eliminatórias |
| Sexta, 19 de agosto de 2016  | 21:05   | Final         |

## Medalhistas
| Ouro   | TJK Dilshod Nazarov  |
| Prata  | BLR Ivan Tsikhan     |
| Bronze | POL Wojciech Nowicki |

## Recordes
Antes desta competição, os recordes mundiais e olímpicos da prova eram os seguintes:
| Tipo | Atleta          | Marca   | Local     | Data                   |
| ---- | --------------- | ------- | --------- | ---------------------- |
|      | Yuriy Sedykh    | 86,74 m | Stuttgart | 30 de agosto de 1986   |
|      | Sergey Litvinov | 84,80 m | Seul      | 26 de setembro de 1988 |

## Resultados

### Eliminatórias
Qualificação: 76,50m (Q) ou os 12 melhores qualificados (q) avançam para as finais.
| Pos. | Grupo | Atleta                 | CON                 | #1    | #2    | #3    | Resultado | Notas |
| ---- | ----- | ---------------------- | ------------------- | ----- | ----- | ----- | --------- | ----- |
| 1    | B     | Wojciech Nowicki       | POL Polônia         | 74.39 | 74.09 | 77.64 | 77.64     | Q     |
| 2    | B     | Ivan Tsikhan           | BLR Bielorrússia    | 76.51 | –     | –     | 76.51     | Q     |
| 3    | B     | Dilshod Nazarov        | TJK Tajiquistão     | 75.46 | 76.39 | –     | 76.39     | q     |
| 4    | B     | Krisztián Pars         | HUN Hungria         | 73.54 | 75.49 | –     | 75.49     | q     |
| 5    | B     | Diego del Real         | MEX México          | 73.20 | 75.19 | x     | 75.19     | q     |
| 6    | B     | Serghei Marghiev       | MDA Moldávia        | 74.97 | 73.74 | x     | 74.97     | q     |
| 7    | B     | David Söderberg        | FIN Finlândia       | 74.55 | 70.91 | 74.64 | 74.64     | q     |
| 8    | B     | Siarhei Kalamoyets     | BLR Bielorrússia    | 71.10 | 74.29 | 73.00 | 74.29     | q     |
| 9    | A     | Wagner Domingos        | BRA Brasil          | 71.93 | 74.17 | 73.65 | 74.17     | q     |
| 10   | A     | Marcel Lomnický        | SVK Eslováquia      | 74.16 | x     | 73.47 | 74.16     | q     |
| 11   | A     | Yevhen Vynohradov      | UKR Ucrânia         | 73.46 | 71.85 | 73.95 | 73.95     | q     |
| 12   | A     | Ashraf Amgad Elseify   | QAT Catar           | 72.99 | 72.62 | 73.47 | 73.47     | q     |
| 13   | A     | Pavel Bareisha         | BLR Bielorrússia    | x     | x     | 73.33 | 73.33     |       |
| 14   | A     | Roberto Janet          | CUB Cuba            | 72.77 | 71.53 | 73.23 | 73.23     |       |
| 15   | B     | Lukáš Melich           | CZE República Checa | 70.73 | 73.14 | 72.54 | 73.14     |       |
| 16   | B     | Conor McCullough       | USA Estados Unidos  | 70.64 | 66.30 | 72.88 | 72.88     |       |
| 17   | A     | Paweł Fajdek           | POL Polônia         | x     | 71.33 | 72.00 | 72.00     |       |
| 18   | A     | Rudy Winkler           | USA Estados Unidos  | x     | 71.89 | x     | 71.89     |       |
| 19   | B     | Chris Bennett          | GBR Grã-Bretanha    | 68.44 | 70.47 | 71.32 | 71.32     |       |
| 20   | B     | Mihail Anastasakis     | GRE Grécia          | 71.07 | x     | 71.28 | 71.28     |       |
| 21   | A     | Mark Dry               | GBR Grã-Bretanha    | 70.26 | x     | 71.03 | 71.03     |       |
| 22   | B     | Nick Miller            | GBR Grã-Bretanha    | x     | x     | 70.83 | 70.83     |       |
| 23   | B     | Suhrob Khodjaev        | UZB Uzbequistão     | 68.83 | x     | 70.11 | 70.11     |       |
| 24   | B     | Eşref Apak             | TUR Turquia         | x     | x     | 70.08 | 70.08     |       |
| 24   | A     | Roberto Sawyers        | CRC Costa Rica      | 70.08 | x     | x     | 70.08     |       |
| 26   | A     | Mohamed Mahmoud Hassan | EGY Egito           | 68.47 | 67.38 | 69.87 | 69.87     |       |
| 27   | A     | Javier Cienfuegos      | ESP Espanha         | 68.88 | 69.73 | 68.69 | 69.73     |       |
| 28   | B     | Pezhman Ghalehnoei     | IRI Irã             | 69.15 | x     | x     | 69.15     |       |
| 29   | A     | Kaveh Mousavi          | IRI Irã             | 63.19 | 65.03 | x     | 65.03     |       |
| 30   | A     | Amanmurad Hommadov     | TKM Turcomenistão   | 61.55 | 61.99 | x     | 61.99     |       |
| –    | A     | Kibwe Johnson          | USA Estados Unidos  | x     | x     | x     | NM        |       |
| –    | A     | Marco Lingua           | ITA Itália          | x     | x     | x     | NM        |       |

### Final
| Pos.              | Atleta               | CON              | #1    | #2    | #3    | #4          | #5          | #6          | Resultado | Notas |
| ----------------- | -------------------- | ---------------- | ----- | ----- | ----- | ----------- | ----------- | ----------- | --------- | ----- |
| Medalha de ouro   | Dilshod Nazarov      | TJK Tajiquistão  | 76.16 | 77.27 | 78.07 | 77.17       | 78.68       | 77.68       | 78.68     |       |
| Medalha de prata  | Ivan Tsikhan         | BLR Bielorrússia | 76.13 | 77.43 | 73.48 | x           | 77.79       | 76.34       | 77.79     |       |
| Medalha de bronze | Wojciech Nowicki     | POL Polônia      | x     | 74.94 | 74.97 | x           | x           | 77.73       | 77.73     |       |
| 4                 | Diego del Real       | MEX México       | 73.35 | 73.58 | 76.05 | x           | 70.83       | 73.57       | 76.05     |       |
| 5                 | Marcel Lomnický      | SVK Eslováquia   | 73.33 | 72.65 | 74.96 | 75.09       | 75.97       | 74.64       | 75.97     |       |
| 6                 | Ashraf Amgad Elseify | QAT Catar        | 73.88 | 75.40 | 74.45 | 75.20       | 75.46       | 74.25       | 75.46     |       |
| 7                 | Krisztián Pars       | HUN Hungria      | 74.77 | 75.15 | 75.28 | 74.89       | 74.62       | x           | 75.28     |       |
| 8                 | David Söderberg      | FIN Finlândia    | 72.30 | x     | 74.61 | 74.38       | x           | x           | 74.61     |       |
| 9                 | Siarhei Kalamoyets   | BLR Bielorrússia | 74.22 | 74.17 | 73.70 | Não avançou | Não avançou | Não avançou | 74.22     |       |
| 10                | Serghei Marghiev     | MDA Moldávia     | 73.31 | 74.14 | x     | Não avançou | Não avançou | Não avançou | 74.14     |       |
| 11                | Yevhen Vynohradov    | UKR Ucrânia      | 73.39 | x     | 74.11 | Não avançou | Não avançou | Não avançou | 74.11     |       |
| 12                | Wagner Domingos      | BRA Brasil       | x     | 71.97 | 72.28 | Não avançou | Não avançou | Não avançou | 72.28     |       |

Legenda
| Recorde mundial      | Recorde mundial (World record)               |                       | Recorde africano                      | Recorde africano (African) |                                           | Q | Classificado por posição (Qualified) |
| Recorde olímpico     | Recorde olímpico (Olympic record)            | Recorde da América    | Recorde da América (Americas)         | q                          | Classificado por melhor tempo (Qualified) |   |                                      |
| Melhor marca do ano  | Melhor marca do ano (World leading)          | Recorde asiático      | Recorde asiático (Asian)              | DNS                        | Não largou (Did not start)                |   |                                      |
| Recorde nacional     | Recorde nacional (National record)           | Recorde europeu       | Recorde europeu (European)            | DNF                        | Não terminou (Did not finish)             |   |                                      |
| Recorde pessoal      | Recorde pessoal do atleta (Personal best)    | Recorde da Oceania    | Recorde da Oceania (Oceania)          | DSQ / DQ                   | Desclassificado (Disqualified)            |   |                                      |
| Recorde da temporada | Recorde da temporada do atleta (Season best) | Recorde sul-americano | Recorde sul-americano (South America) | NM                         | Sem marca (No mark)                       |   |                                      |